# Werner Jüptner
Werner Jüptner (* 9. Dezember 1941 in Breslau) ist ein deutscher Laserphysiker und war Professor an der Universität Bremen. 1977 war er Mitbegründer des Bremer Instituts für angewandte Strahltechnik.

## Leben und Wirken
Jüptner wurde 1941 in Breslau geboren. Im Jahr 1964 begann er das Studium der Physik an der Technischen Universität Hannover. Bereits in seiner Diplom-Arbeit beschäftigte er sich mit dem Emissionsverhalten von Lasern. Nach dem Diplom arbeitete er als wissenschaftlicher Mitarbeiter am Fraunhofer-Institut für Angewandte Materialforschung in Bremen. 1975 wurde er mit der Arbeit Untersuchungen zum Einbrandverhalten eines Elektronenstrahls unter Berücksichtigung der Strahlgeometrie zum Dr.-Ing. promoviert. 1978 gründete er mit Gerd Sepold das Bremer Institut für angewandte Strahltechnik, dem er gemeinsam mit Sepold bis 2006 als Institutsleiter vorstand. 1989 berief ihn die Universität Bremen zum Professur für Technische Laserapplikationen und Metrologie am Fachbereich Physik/Elektrotechnik. Im gleichen Jahr war er außerplanmäßiger Professor am Worcester Polytechnic Institute in den USA. Anfang 2007 ging er in den Ruhestand.
Seine Forschungsgebiete sind die kohärent-optische Messtechnik, holographische Interferometrie, physikalische Grundlagen der Lasertechnik und Grundlagen der Laser-Materialbearbeitung.
2002 erhielt er den Dennis-Gabor-Award der International Society for Optical Engineering (SPIE).
Jüptner war Gründungsmitglied des 1988 gegründeten Wirtschaftsrats Bremen-Nord.

## Veröffentlichungen (Auswahl)
- Ulf Schnars, Werner Jüptner: Digital Holography: Digital Hologram Recording, Numerical Reconstruction, and Related Techniques. Springer, 2005, ISBN 978-3-540-21934-7.
- Ulf Schnars, Claas Falldorf, John Watson, Werner Jüptner: Digital Holography and Wavefront Sensing. Principles, Techniques and Applications. 2. Auflage. Springer, 2014, ISBN 978-3-662-44693-5.

## Belege
1. ↑  SPIE. Optics+Photonics (Conferences + Courses: 2–6 August 2009, Technical Programm). San Diego 2009. S. 16 (Biography: Werner Jüptner).
2. ↑  Personalien. In: Bremer Uni-Schlüssel. Nr. 95, Mai 2007, S. 11 (Personalien (Memento vom 11. Juni 2007 im Internet Archive) [PDF]).
3. ↑  Hohe Auszeichnung für Bremer Laserforscher. In: Pressemitteilung der Uni Bremen. 10. Juli 2002, archiviert vom Original am 11. Juni 2007.
4. ↑  20 Jahre Wirtschaftsrat Bremen-Nord. 20. April 2008, archiviert vom Original am 6. Juni 2008 (Bericht und Veranstaltung von Radio Bremen mit Jüptner u. a.).

| Personendaten    | Personendaten           |
| ---------------- | ----------------------- |
| NAME             | Jüptner, Werner         |
| KURZBESCHREIBUNG | deutscher Laserphysiker |
| GEBURTSDATUM     | 9. Dezember 1941        |
| GEBURTSORT       | Breslau                 |